# キーラーゴ島
座標: 北緯25度05分11秒 西経80度26分50秒 / 北緯25.0865度 西経80.4473度

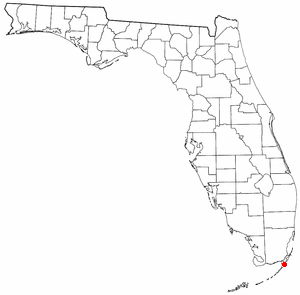
キーラーゴ島の位置

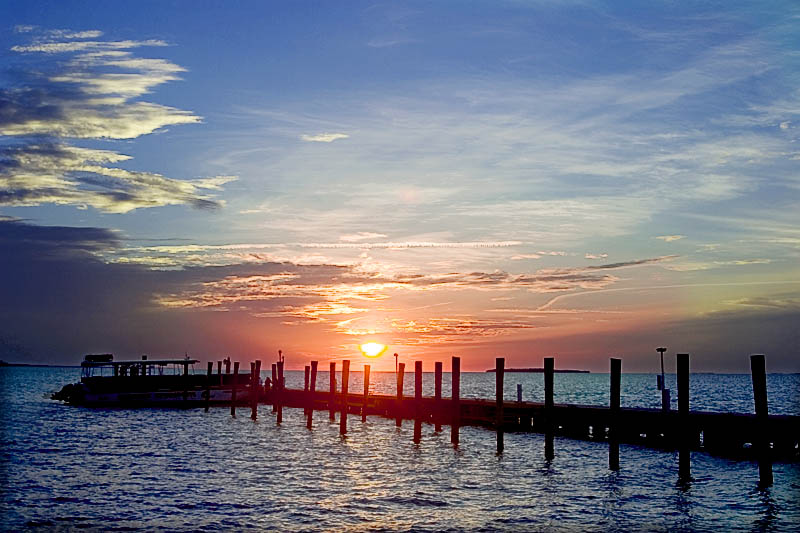
キーラーゴの夕陽

キーラーゴ島(Key Largo)は、アメリカ合衆国・フロリダ州にある島である。モンロー郡の珊瑚礁列島・フロリダキーズの北部にあり、同列島最大の島である。フロリダ半島と橋（国道1号線、オーバーシーズ・ハイウェイ）で繋がっている。